# Hodge 301
Hodge 301 – gromada gwiazd położona w mgławicy Tarantula znajdującej się w Wielkim Obłoku Magellana, w konstelacji Złotej Ryby.
Gwiazdy należące do tej gromady powstały miliony lat temu, ponieważ jednak mają olbrzymie rozmiary, względnie szybko wyczerpały swoje paliwo jądrowe, co spowodowało, że zbliżyły się do ostatniej fazy ewolucji gwiazd – wybuchu supernowej. Powstające po takich wybuchach fale doprowadzają do kondensacji gazu i pyłu mgławicy, co prowadzi do powstawania kolejnej generacji gwiazd.